# 西村謙三
西村 謙三（にしむら けんぞう、文久元年9月13日（1861年10月16日） - 1937年7月10日）は、日本の教育者、郷土史家。

## 経歴
初代佐賀藩主鍋島勝茂に仕えた書家である洪浩然の子孫、洪安襲の三男として肥前国（現・佐賀県佐賀市西田代町）に生まれ、西村家を継いだ。東京帝国大学文学部哲学科卒業。
東大卒業後、佐賀県尋常中学校を振り出しに、岐阜県第一中学校、大分県立大分中学校、福岡県立豊津中学校の教諭を経て、福井県立武生中学校、滋賀県立第一中学校、福岡県立中学修猷館、長崎県立長崎中学校の校長を歴任する。郷里に帰り、成美高等女学校校長を最後に教職生活を終える。
1914年、鍋島家が創立した佐賀図書館の館長に就任。1927年、鍋島家が創立した博物館である徴古館の初代館長となり肥前史談会を創立。『鍋島直正公一代記』『古賀穀堂先生小伝』などを著す。